# Eleição dos Atletas Excecionais de Macau
A Eleição dos Atletas Excecionais de Macau (AO 1945: Eleição dos Atletas Excepcionais de Macau; chinês: 澳門傑出運動員選舉) é realizada pelo Instituto do Desporto e pelo Semanário Desportivo de Macau (體育週報; em inglês:  Macau Sports Weekly) a cada dois anos, para incentivar e homenagear o excelente desempenho dos atletas e das equipas de Macau e também da próxima geração do território, promovendo o desporto nacional e o desenvolvimento cultural. O processo eleitoral é dividido em duas etapas: os candidatos (atletas individuais e com deficiência) devem possuir registo no Instituto do Desporto, a avaliação é feita pelo comité (que decide 80% da pontuação) e pelo público através da votação eletrónica (que decide 20% da pontuação), selecionando assim os vencedores.

## Galardoados

### Prémios Honorários a Atletas
Nesta categoria são eleitos dez atletas.
| Ano  | Vencedores                    | Desportos                 | Notas                       |
| ---- | ----------------------------- | ------------------------- | --------------------------- |
| 2007 | Domingos Chan                 | Futebol                   |                             |
| 2007 | Han Jing                      | Wushu                     |                             |
| 2007 | Jia Rui                       | Wushu                     |                             |
| 2007 | Huang Yanhui                  | Wushu                     |                             |
| 2007 | Wang Weng Cheong              | Natação                   |                             |
| 2007 | Kuan Sok Mui                  | Ciclismo acrobático       |                             |
| 2007 | Cheong Pui Si                 | Caraté                    |                             |
| 2007 | Paula Cristina Pereira Carion | Caraté                    |                             |
| 2007 | Hoi Long                      | Triatlo                   |                             |
| 2007 | Too Chuen Kei                 | Voleibol                  |                             |
| 2009 | Hoi Long                      | Triatlo                   | Eleito(a) pela segunda vez  |
| 2009 | Geofredo Cheung               | Futebol                   |                             |
| 2009 | Wong Soi Cheong               | Esgrima                   |                             |
| 2009 | Leong Kin Wa                  | Ténis de mesa             |                             |
| 2009 | Jia Rui                       | Wushu                     | Eleito(a) pela segunda vez  |
| 2009 | Leong Kin Hong                | Natação                   |                             |
| 2009 | António Tong                  | Atletismo                 |                             |
| 2009 | Chong Ka Lap                  | Culturismo                |                             |
| 2009 | Mak Ka Lei                    | Badmínton                 |                             |
| 2009 | Wong Sio Chao                 | Boxe                      |                             |
| 2011 | Jia Rui                       | Wushu                     | Eleito(a) pela terceira vez |
| 2011 | Chu Chi Wai                   | Wushu                     |                             |
| 2011 | Cai Liangchan                 | Wushu                     |                             |
| 2011 | Choi Sut Ian                  | Saltos para a água        |                             |
| 2011 | Hoi Long                      | Triatlo                   | Eleito(a) pela terceira vez |
| 2011 | Wong Hang Cheong              | Ciclismo artístico        |                             |
| 2011 | Wong Weng Man                 | Volante                   |                             |
| 2011 | Zhang Shaoling                | Levantamento de peso      |                             |
| 2011 | Fung Chi Ip                   | Olimpíadas especiais      |                             |
| 2011 | Leong Ka Hang                 | Futebol                   |                             |
| 2013 | Jia Rui                       | Wushu                     | Eleito(a) pela quarta vez   |
| 2013 | Chu Chi Wai                   | Wushu                     | Eleito(a) pela segunda vez  |
| 2013 | Iao Chon In                   | Wushu                     |                             |
| 2013 | Cai Ao Long                   | Wushu                     |                             |
| 2013 | Hoi Long                      | Triatlo                   | Eleito(a) pela quarta vez   |
| 2013 | Kuok Kin Hang                 | Caraté                    |                             |
| 2013 | Cheong Pui Si                 | Caraté                    | Eleito(a) pela segunda vez  |
| 2013 | Lei On Kei                    | Natação                   |                             |
| 2013 | Choi Sut Ian                  | Saltos para a água        | Eleito(a) pela segunda vez  |
| 2013 | Lee Tak Man                   | Bólingue                  |                             |
| 2015 | Iong Kim Fai                  | Atletismo                 |                             |
| 2015 | Chao Man Hou                  | Natação                   | Eleito(a) pela terceira vez |
| 2015 | Leong On Ieng                 | Voleibol                  |                             |
| 2015 | Hoi Long                      | Triatlo                   | Eleito(a) pela quinta vez   |
| 2015 | Choi Sut Ian                  | Saltos para a água        | Eleito(a) pela terceira vez |
| 2015 | Li Yi                         | Wushu                     |                             |
| 2015 | Huang Jun Hua                 | Wushu                     |                             |
| 2015 | Iao Chon In                   | Wushu                     | Eleito(a) pela segunda vez  |
| 2015 | Paula Cristina Pereira Carion | Caraté                    | Eleito(a) pela segunda vez  |
| 2015 | Iao Chong Wa                  | Culturismo                |                             |
| 2017 | Hoi Long                      | Triatlo                   | Eleito(a) pela sexta vez    |
| 2017 | Chao Man Hou                  | Natação                   | Eleito(a) pela quarta vez   |
| 2017 | Lei On Kei                    | Natação                   |                             |
| 2017 | Lao Long San                  | Ciclismo de estrada/pista |                             |
| 2017 | Lou Wai Kit                   | Caraté                    |                             |
| 2017 | Pang Chi Hang                 | Futebol                   |                             |
| 2017 | Lai Ka Tong                   | Basquetebol               |                             |
| 2017 | Li Yi                         | Wushu                     |                             |
| 2017 | Huang Junhua                  | Wushu                     |                             |
| 2017 | Chio Wai Keong                | Wushu                     |                             |

### Prémios Honorários a Atletas Juniores
| Ano  | Vencedores         | Desportos                 | Notas                       |
| ---- | ------------------ | ------------------------- | --------------------------- |
| 2007 | Ho Si Heng         | Wushu                     |                             |
| 2007 | Lei Hok Hin        | Bólingue                  |                             |
| 2007 | Ao Ieong Sin Ieng  | Natação sincronizada      |                             |
| 2007 | Lok Ka Chon        | Triatlo                   |                             |
| 2007 | Tong Hou Tong      | Natação                   |                             |
| 2007 | Ieong Hou Un       | Judo                      |                             |
| 2007 | Lam Chi Man        | Badmínton                 |                             |
| 2007 | Lao Chi Hong       | Ténis de mesa             |                             |
| 2007 | Kuan Yu Sam        | Patinagem artística       |                             |
| 2007 | Cheong Im Wa       | Atletismo                 |                             |
| 2009 | Lei On Kei         | Natação                   |                             |
| 2009 | Ho Si Hang         | Wushu                     |                             |
| 2009 | Chu Chi Wai        | Wushu                     |                             |
| 2009 | U Mei Kok          | Dança desportiva          |                             |
| 2009 | Fong Wai Kin       | Dança desportiva          |                             |
| 2009 | Hui Tong           | Bólingue                  |                             |
| 2009 | Lok Ka Long        | Triatlo                   |                             |
| 2009 | Leong Ka Weng      | Olimpíadas especiais      |                             |
| 2009 | Chang Wing Chung   | Carte                     |                             |
| 2009 | Ieong Hou Un       | Judo                      |                             |
| 2011 | Wu Nok In          | Wushu                     |                             |
| 2011 | Chio Wai Keong     | Wushu                     |                             |
| 2011 | Vong Chi Ieng      | Judo                      |                             |
| 2011 | Sou Chi Ngai       | Olimpíadas especiais      |                             |
| 2011 | Ngou Pok Man       | Natação                   |                             |
| 2011 | Chao Man Hou       | Natação                   |                             |
| 2011 | Pun Wun            | Dança desportiva          |                             |
| 2011 | Lam Chi Tong       | Dança desportiva          |                             |
| 2011 | Ho Man Fai         | Futebol                   |                             |
| 2011 | Chang Wing Chung   | Cartismo                  | Eleito(a) pela segunda vez  |
| 2013 | Sou Cho Man        | Wushu                     |                             |
| 2013 | Chio Wai Keong     | Wushu                     | Eleito(a) pela segunda vez  |
| 2013 | Chong Ka Seng      | Wushu                     |                             |
| 2013 | Lei Hoi Tan        | Wushu                     |                             |
| 2013 | Chao Man Hou       | Natação                   | Eleito(a) pela segunda vez  |
| 2013 | Chen Yu Chia       | Olimpíadas especiais      |                             |
| 2013 | Chang Wing Chung   | Cartismo                  | Eleito(a) pela terceira vez |
| 2013 | Ho Peng I          | Esgrima                   |                             |
| 2013 | Yang Zi Xian       | Atletismo                 |                             |
| 2013 | Ng Si Cheng        | Canoagem                  |                             |
| 2015 | Chong Ka Seng      | Wushu                     | Eleito(a) pela segunda vez  |
| 2015 | Wong Kui Sin       | Wushu                     |                             |
| 2015 | Wu Chi In          | Wushu                     |                             |
| 2015 | Loi Im Lan         | Atletismo                 |                             |
| 2015 | Lam Cho Kei        | Atletismo                 |                             |
| 2015 | Vong Erica Man Wai | Natação                   |                             |
| 2015 | Lao Ka Cheng       | Judo                      |                             |
| 2015 | Wan Chi Kit        | Ciclismo artístico        |                             |
| 2015 | Lam Chit Wai       | Olimpíadas especiais      |                             |
| 2015 | Lo Wai Fong        | Olimpíadas especiais      |                             |
| 2017 | Wong Kui Sin       | Wushu                     | Eleito(a) pela segunda vez  |
| 2017 | Wong Sam In        | Wushu                     |                             |
| 2017 | Wong Chin Wa       | Triatlo                   |                             |
| 2017 | Lei Cheng I        | Judo                      |                             |
| 2017 | Wong Son Ian       | Bólingue                  |                             |
| 2017 | Ieong Chi Son      | Ciclismo de estrada/pista |                             |
| 2017 | Yeung Weng Chi     | Squash                    |                             |
| 2017 | Leong Hon Chio     | Automobilismo             |                             |
| 2017 | Lin Sizhuang       | Natação                   |                             |
| 2017 | Ho I Teng          | Ciclismo artístico        |                             |

### Prémios Honorários a Equipas de Macau
| Ano  | Vencedores                                               | Desportos                 | Notas                    |
| ---- | -------------------------------------------------------- | ------------------------- | ------------------------ |
| 2007 | Equipa de Barcos de Dragão                               | Barco Dragão              |                          |
| 2007 | Han Jing / Huan Yanhui                                   | Wushu                     |                          |
| 2007 | Wong Heng Cheong / Lou Weng Ian                          | Ciclismo acrobático       |                          |
| 2009 | Equipa de Dança do Dragão e do Leão                      | Dança do dragão e do leão |                          |
| 2009 | Kuan Sok Muo / Kuan Sok In                               | Ciclismo acrobático       |                          |
| 2009 | Equipa de Natação Sincronizada                           | Natação sincronizada      |                          |
| 2011 | Equipa de Dança do Dragão e do Leão                      | Dança do dragão e do leão | Eleita pela segunda vez  |
| 2011 | Wu Nok In / Van Ka Lok                                   | Wushu                     |                          |
| 2011 | Equipa de Natação Sincronizada                           | Natação sincronizada      | Eleita pela segunda vez  |
| 2013 | Seleção Macaense de Hóquei em Patins                     | Hóquei em patins          |                          |
| 2013 | Estafetas do Corta-Mato na Neve das Olimpíadas Especiais | Olimpíadas especiais      |                          |
| 2013 | Kuan Sok Mui / Kuan Sok In                               | Ciclismo acrobático       |                          |
| 2015 | Equipa de Dança do Dragão e do Leão                      | Dança do dragão e do leão | Eleita pela terceira vez |
| 2015 | Equipa de Natação Sincronizada                           | Natação sincronizada      | Eleita pela terceira vez |
| 2015 | Seleção de Triatlo de Macau                              | Triatlo                   |                          |
| 2017 | Equipa de Dança do Leão                                  | Dança do leão             | Eleita pela quarta vez   |
| 2017 | Seleção Macaense de Futebol                              | Futebol                   |                          |
| 2017 | Seleção Macaense de Triatlo                              | Triatlo                   |                          |

### Atletas Mais Populares
| Ano  | Medalhas | Vencedores                 | Desportos        | Notas |
| ---- | -------- | -------------------------- | ---------------- | ----- |
| 2011 | Ouro     | Lei On Kei                 | Natação          |       |
| 2011 | Prata    | U Mei Kok                  | Dança desportiva |       |
| 2011 | Bronze   | Jia Rui                    | Wushu            |       |
| 2013 | Ouro     | Pun Wun                    | Dança desportiva |       |
| 2013 | Prata    | Fong Wai Kin               | Dança desportiva |       |
| 2013 | Bronze   | Lei On Kei                 | Natação          |       |
| 2015 | Ouro     | Lei On Kei                 | Natação          |       |
| 2015 | Prata    | Pun Wun                    | Dança desportiva |       |
| 2015 | Bronze   | Fong Wai Kin               | Dança desportiva |       |
| 2017 | Ouro     | Lei On Kei                 | Natação          |       |
| 2017 | Prata    | Wong Weng Lam e Tam Ka Pan | Dança desportiva |       |
| 2017 | Bronze   |                            |                  |       |

### Atletas Juniores Mais Populares
| Ano  | Medalhas | Vencedores      | Desportos        | Notas |
| ---- | -------- | --------------- | ---------------- | ----- |
| 2011 | Ouro     | Ngou Pok Man    | Natação          |       |
| 2011 | Prata    | Pun Wun         | Dança desportiva |       |
| 2011 | Bronze   | Leong Ka Fai    | Andebol          |       |
| 2013 | Ouro     | Vong Weng Lam   | Dança desportiva |       |
| 2013 | Prata    | Jin Heng        | Dança desportiva |       |
| 2013 | Bronze   | Tam Ka Pan      | Dança desportiva |       |
| 2015 | Ouro     | Law Weng Sam    | Voleibol         |       |
| 2015 | Prata    | Lai Keng Pui    | Dança desportiva |       |
| 2015 | Bronze   | Che Tin Long    | Dança desportiva |       |
| 2017 | Ouro     | Cheung Ioi Chit | Wushu            |       |
| 2017 | Prata    | Han Soi Wa      | Wushu            |       |
| 2017 | Bronze   | Wong Chin Wa    | Triatlo          |       |

### Prémios Honorários a Treinadores
| Ano  | Medalhas       | Vencedores                       | Desportos                                | Notas                       |
| ---- | -------------- | -------------------------------- | ---------------------------------------- | --------------------------- |
| 2011 | Ouro           | Zeng Tie Ming                    | Wushu                                    |                             |
| 2011 | Ouro           | Ren Yanbing                      | Wushu                                    |                             |
| 2011 | Ouro           | Pun Keng Man                     | Dança do dragão e do leão                |                             |
| 2011 | Ouro           | Mohammadreza Rashidnia           | Caraté                                   |                             |
| 2011 | Ouro           | Han Weifeng                      | Barco Dragão                             |                             |
| 2011 | Ouro           | Zhang Zilin                      | Saltos para a água                       |                             |
| 2011 | Ouro           | Yiu Man Yau                      | Bólingue                                 |                             |
| 2011 | Ouro           | Chong Ka Lap                     | Culturismo                               |                             |
| 2011 | Ouro           | Leong Kin Hong                   | Natação sincronizada                     |                             |
| 2011 | Ouro           | Lam Kam Hung                     | Volante                                  |                             |
| 2011 | Ouro           | Lou Weng Meng                    | Volante                                  |                             |
| 2011 | Ouro           | Kenta Ando                       | Triatlo                                  |                             |
| 2011 | Prata          | Yu Lihui                         | Badmínton                                |                             |
| 2011 | Prata          | Kong Rui                         | Natação sincronizada                     |                             |
| 2011 | Prata          | He Ya                            | Natação sincronizada                     |                             |
| 2011 | Prata          | Lei Fu Sim                       | Natação                                  |                             |
| 2011 | Prata          | Siu Yu Ning                      | Olimpíadas especiais                     |                             |
| 2011 | Prata          | Wong Io Meng                     | Olimpíadas especiais                     |                             |
| 2011 | Prata          | Choi Lai Fong                    | Dança desportiva                         |                             |
| 2011 | Bronze         | Ng Wan Long                      | Futebol                                  |                             |
| 2011 | Bronze         | Zheng Ruoxu                      | Natação                                  |                             |
| 2011 | Bronze         | Ying Jingli                      | Natação                                  |                             |
| 2011 | Mérito         | Li Li Ping                       | Patinagem artística                      |                             |
| 2011 | Mérito         | Sam Wai Hong                     | Esgrima                                  |                             |
| 2011 | Mérito         | Lam Chi Meng                     | Dança desportiva                         |                             |
| 2011 | Mérito         | Au Chi Kun                       | Atletismo                                |                             |
| 2011 | Mérito         | Leung Chi Wa                     | Xadrez                                   |                             |
| 2011 | Mérito         | Hong Chon Im                     | Xadrez                                   |                             |
| 2011 | Mérito         | U Sio Fan                        | Polo aquático                            |                             |
| 2011 | Mérito         | Cai Ai Dao                       | Softbol                                  |                             |
| 2011 | Mérito         | Zheng Jiachun                    | Saltos para a água                       |                             |
| 2011 | Mérito         | Wong Wai Fong (ou Vong Vai Fong) | Basquetebol                              |                             |
| 2013 | Ouro           | Zeng Tie Ming                    | Wushu                                    | Eleito(a) pela segunda vez  |
| 2013 | Ouro           | Mohammadreza Rashidnia           | Caraté                                   | Eleito(a) pela segunda vez  |
| 2013 | Ouro           | Ng Yat On (ou Wu Rian)           | Caraté                                   |                             |
| 2013 | Ouro           | Asaaki Ishimine                  | Judo                                     |                             |
| 2013 | Ouro           | Chang Choi Chan                  | Judo                                     |                             |
| 2013 | Ouro           | Ying Jingli                      | Natação                                  |                             |
| 2013 | Ouro           | Kenta Ando                       | Triatlo                                  | Eleito(a) pela segunda vez  |
| 2013 | Prata          | Yiu Man Yau                      | Bólingue                                 |                             |
| 2013 | Prata          | Wu Peng Koi                      | Olimpíadas especiais                     |                             |
| 2013 | Prata          | Alberto Lisboa                   | Hóquei em patins                         |                             |
| 2013 | Prata          | He Ya                            | Natação sincronizada                     |                             |
| 2013 | Prata          | Zhang Zilin                      | Saltos para a água                       |                             |
| 2013 | Prata          | Lam Kam Hung                     | Volante                                  |                             |
| 2013 | Prata          | Lou Weng Meng                    | Volante                                  |                             |
| 2013 | Prata          | Han Wei Feng                     | Barco Dragão                             |                             |
| 2013 | Bronze         | Dong Xuezhi                      | Atletismo                                |                             |
| 2013 | Bronze         | Yu Lihui                         | Badmínton                                |                             |
| 2013 | Bronze         | Chong Ka Lok                     | Judo                                     |                             |
| 2013 | Bronze         | Choi Lai Fong                    | Dança desportiva                         |                             |
| 2013 | Mérito         | Lei Chong Kai                    | Badmínton                                |                             |
| 2013 | Mérito         | Po Man Lok                       | Badmínton                                |                             |
| 2013 | Mérito         | Li Li Ping                       | Patinagem artística                      |                             |
| 2013 | Mérito         | Lo Chi Wai                       | Judo                                     |                             |
| 2013 | Mérito         | Leong Chi Kin                    | Olimpíadas especiais                     |                             |
| 2015 | Ouro           | Zeng Tie Ming                    | Wushu                                    | Eleito(a) pela terceira vez |
| 2015 | Ouro           | Pun Keng Man                     | Wushu                                    |                             |
| 2015 | Ouro           | Mohammadreza Rashidnia           | Caraté                                   | Eleito(a) pela terceira vez |
| 2015 | Ouro           | Ng Yat On (ou Wu Rian)           | Caraté                                   | Eleito(a) pela segunda vez  |
| 2015 | Ouro           | Kuan Sok Mui                     | Ciclismo artístico                       |                             |
| 2015 | Ouro           | Lou Weng Meng                    | Ciclismo artístico                       |                             |
| 2015 | Ouro           | Ying Jing li                     | Natação                                  |                             |
| 2015 | Prata          | Dong Xuezhi                      | Atletismo                                |                             |
| 2015 | Prata          | Au Chi Kun                       | Atletismo                                |                             |
| 2015 | Prata          | Emanuel Frederico Guerra         | Judo                                     |                             |
| 2015 | Prata          | Jiro Kase                        | Judo                                     |                             |
| 2015 | Prata          | Leong Siu Pou                    | Judo                                     |                             |
| 2015 | Prata          | Chong Ka Lok                     | Judo                                     |                             |
| 2015 | Prata          | Lo Chi Wai                       | Judo                                     |                             |
| 2015 | Prata          | Wong Kan Kao                     | Olimpíadas especiais                     |                             |
| 2015 | Prata          | Iong Kit Man                     | Olimpíadas especiais                     |                             |
| 2015 | Prata          | Huang Ruihua                     | Natação sincronizada                     |                             |
| 2015 | Prata          | Zhang Zilin                      | Saltos para a água                       |                             |
| 2015 | Prata          | He Ya                            | Saltos para a água                       |                             |
| 2015 | Prata          | Kenta Ando                       | Triatlo                                  |                             |
| 2015 | Bronze         | Yiu Man Yau                      | Bólingue                                 |                             |
| 2015 | Menção honrosa | Lin Yuan Xiang                   | Badmínton                                |                             |
| 2015 | Menção honrosa | Li Li Ping                       | Patinagem artística                      |                             |
| 2015 | Menção honrosa | Aquino da Silva                  | Judo                                     |                             |
| 2015 | Menção honrosa | Choi Lai Fong                    | Dança desportiva                         |                             |
| 2017 | Ouro           | Tsoi Chun Ming                   | Ciclismo de estrada/pista                |                             |
| 2017 | Ouro           | Iao Chon In                      | Wushu                                    |                             |
| 2017 | Ouro           | Ying Jing Li                     | Natação                                  |                             |
| 2017 | Prata          | Che Tin Iao                      | Ciclismo de estrada/pista                |                             |
| 2017 | Prata          | Tam Iao San                      | Futebol                                  |                             |
| 2017 | Prata          | Rashidnia Mohammadre             | Caraté                                   |                             |
| 2017 | Prata          | Zhang Zilin                      | Saltos para a água                       |                             |
| 2017 | Prata          | Lim Chee Ming                    | Squash                                   |                             |
| 2017 | Bronze         | Choi Iek I                       | Dança do leão e dragão/wushu             |                             |
| 2017 | Bronze         | Law Chan Kuong                   | Dança do leão do sul/wushu               |                             |
| 2017 | Bronze         | Qin Zhijian                      | Sanda/wushu                              |                             |
| 2017 | Bronze         | Kuan Sok Mui                     | Ciclismo artístico                       |                             |
| 2017 | Bronze         | Kenta Ando                       | Triatlo                                  |                             |
| 2017 | Menção honrosa | Lou Weng Meng                    | Ciclismo artístico                       |                             |
| 2017 | Menção honrosa | Daniel Yiu                       | Bólingue                                 |                             |
| 2017 | Menção honrosa | Li Liping                        | Patinagem artística                      |                             |
| 2017 | Menção honrosa | Wang Ruihua                      | Natação artística                        |                             |
| 2017 | Menção honrosa | Jiro Kase                        | Judo                                     |                             |
| 2017 | Menção honrosa | Emanuel Frederico Guerra         | Judo                                     |                             |
| 2017 | Menção honrosa | Lau Fong Peng                    | Ginástica                                |                             |
| 2017 | Menção honrosa | Qiu Yingping                     | Saltos para a água                       |                             |
| 2017 | Menção honrosa | Vong Vai Fong                    | Basquetebol de estudantes universitários |                             |
| 2017 | Menção honrosa | U Mei Kok                        | Dança desportiva                         |                             |

### Prémio Honorário de Louvor
| Ano  | Vencedores                                                    | Desportos   | Notas |
| ---- | ------------------------------------------------------------- | ----------- | ----- |
| 2017 | Seleção de Basquetebol dos Estudantes Universitários de Macau | Basquetebol |       |
| 2017 | Seleção Macaense de Ciclismo                                  | Ciclismo    |       |